# Pitajo méridional
Silvicultrix spodionota
Espèce
Synonymes
- Ochthoeca frontalis spodionota

Le Pitajo méridional (Silvicultrix spodionota) est une espèce de passereaux de la famille des Tyrannidae,. Certaines bases de données comme ITIS le considère comme une sous-espèce du Pitajo couronné (Silvicultrix frontalis). ITIS, en outre, classe les espèces du genre Silvicultrix parmi les Ochthoeca, contrairement au Congrès ornithologique international qui les en a séparées à la suite des travaux de Tello et al. et de Harshman en 2009.

## Systématique et distribution
Cet oiseau est représenté par deux sous-espèces selon la classification de référence du Congrès ornithologique international (version 9.1, 2019) :
- Silvicultrix spodionota spodionota (von Berlepsch & Stolzmann, 1896) : Andes du Pérou (départements de Junín et d'Ayacucho et cordillère de Vilcabamba) ;
- Silvicultrix spodionota boliviana (Carriker, 1935) : dans les Andes, du Pérou (départements de Huánuco et de Cuzco) à l'ouest de la Bolivie[1],[2].